# Funky Town
Funky Town는 대한민국의 음악 그룹 티아라의 네 번째 미니 앨범이다.

## 트랙 목록
1. Lovey-Dovey
작곡 : 신사동 호랭이, 최규성
작사 : 신사동 호랭이, 최규성
편곡 : 신사동 호랭이, 최규성
2. 우리 사랑했잖아
작곡 : 조영수
작사 : K-Smith
편곡 : 조영수
3. Lovey-Dovey (Club Remix Ver.)
작곡 : 신사동 호랭이, 최규성
작사 : 신사동 호랭이, 최규성
편곡 : 신사동 호랭이, 최규성
4. Cry Cry
작곡 : 조영수, 김태현
작사 : 안영민, 조영수, 김태현
편곡 : 조영수, 김태현
5. Goodbye, OK
작곡 : 안영민, 이유진
작사 : 안영민
편곡 : 이유진
6. O My God
작곡 : 최규성
작사 : 최규성
편곡 : 최규성
7. I'm So Bad
작곡 : 조영수, 김태현
작사 : 안영민
편곡 : 조영수, 김태현
8. Cry Cry (Ballad Ver.)
작곡 : 조영수, 김태현
작사 : 안영민, 조영수, 김태현
편곡 : 조영수, 김태현

## 참조
- 티아라의 전 앨범 Black Eyes의 5곡에 3곡{Lovey-Dovey, 우리 사랑했잖아, Lovey Dovey(Club Remix Ver.)}이 추가된 앨범이다.